# Betroka (Distrikt)

Lage der Region Anosy, zu der Betroka gehört

Der Distrikt Betroka ist eine Verwaltungseinheit in der Region Anosy im Süden von Madagaskar. Im Jahre 2010 hatte sie Schätzungen zufolge etwa 196.000 Einwohner. Sie verwaltet ein Gebiet von 13.300 km², auf dem die folgenden Gemeinden liegen: Ambalasoa, Ambatomivary, Analamary, Andriandampy, Beapombo I, Beapombo II, Bekorobo, Benato-Toby, Betroka, Iaborotra, Ianabinda, Ianakafy, Isoanala, Ivahona, Jangany, Mahabo, Mahasoa Est, Nagnarena, Naninora und Tsaraitso.